# Outra Vez (álbum de Rayssa & Ravel)
Outra Vez é o quarto álbum de estúdio da dupla sertaneja Rayssa & Ravel, lançado em 1998 pela gravadora MK Music.
O álbum, que foi produzido por Mito, tecladista da banda Novo Som, trouxe um repertório predominantemente autoral. A dupla gravou "O Teatro", de Wanderly Macedo, que foi escolhida como música de trabalho. O projeto ainda se destacou pelas músicas "Saudade", escrita pela dupla Daniel & Samuel, "Cowboy do Asfalto" (que caminha na mesma linha de "Canção do Caminhoneiro") e "Apenas um Olhar".

## Antecedentes
Depois de lançar Chuva de Felicidade em 1996 pela Grape Vine, Rayssa & Ravel já detinha uma popularidade significativa na carreira, com sucessos como "Nascer de Novo", "Mundo Colorido" e "Sabe Filho" e com o status de dupla sertaneja mais relevante do cenário evangélico. O álbum chegou a ser relançado pela gravadora Som do Céu em 1997, com um novo projeto gráfico. O sucesso chamou a atenção da gravadora MK Music, que à época não tinha nenhuma dupla sertaneja em seu casting. Após o contrato, Rayssa & Ravel começou a trabalhar em um álbum inédito.

## Gravação
Diferentemente dos três primeiros álbuns da dupla, produzidos pelo músico Melk Carvalhêdo, Rayssa e Ravel decidiram trabalhar com Mito Paschoal, tecladista da banda de pop rock Novo Som. Outra Vez foi a primeira e única produção de Mito com a dupla e foi gravado nos estúdios da MK Music, no Rio de Janeiro.
Diferentemente de Chuva de Felicidade, que contou com uma enorme quantidade de músicos convidados, Rayssa & Ravel gravou com uma banda enxuta, com músicos como Wagner Carvalho (bateria), Sérgio Knust (violão e guitarra) e Rogério dy Castro (baixo) fornecendo os arranjos de base. A parceria com o compositor Wanderly Macedo continuou, com a inclusão de novos compositores, como a dupla sertaneja Daniel & Samuel e o então hitmaker Josué Teodoro.
Musicalmente, Outra Vez é um álbum sertanejo.

## Lançamento e recepção
| Críticas profissionais | Críticas profissionais |
| Avaliações da crítica  | Avaliações da crítica  |
| Fonte                  | Avaliação              |
| ---------------------- | ---------------------- |
| Super Gospel           | [ 2 ]                  |

Outra Vez foi lançado em agosto de 1998 pela gravadora MK Music e foi um sucesso comercial. "O Teatro" foi escolhida como a música de trabalho do projeto, dando sequência à canções de Wanderly Macedo escolhidas como carro-chefe de trabalhos ("Nascer de Novo", "Mundo Colorido" e "Chuva de Felicidade"). "O Teatro" recebeu versão em videoclipe, assim como "Vem". "Apenas um Olhar" e "Saudade" também fizeram relativo sucesso. "Saudade" foi regravada ao vivo no CD/DVD Canta Rio 98.
Retrospectivamente, o álbum recebeu uma cotação de 3,5 estrelas de 5 pelo portal Super Gospel, com o argumento de que Outra Vez dá sequência ao auge artístico de Rayssa & Ravel alcançado com Chuva de Felicidade, mas que "avança em termos de baladas".

## Faixas
1. Que bom que tu me Amas - 05:07 (Josué Teodoro)
2. O Teatro - 04:47 (Wanderly Macedo)
3. Apenas um Olhar - 04:09 (Rayssa e Ravel)
4. Saudade - 04:21 (Daniel & Samuel)
5. Outra Vez - 03:41 (Rayssa e Ravel)
6. Cowboy do Asfalto - 03:21 (Moisés Sabadi)
7. Vem - 04:24 (Dênny e Arthur Marques)
8. Sou Feliz - 03:50 (Rayssa e Ravel)
9. Te Amo - 04:15 (Rayssa e Ravel)
10. Dependência - 04:14 (Wanderly Macedo)
11. Fogo Diferente - 03:22 (Moisés Sabadi)
12. Eu pensei que fosse Fácil - 03:47 (Rayssa e Ravel)

## Ficha técnica
A seguir estão listados os músicos e técnicos envolvidos na produção de Outra Vez:
Rayssa & Ravel
- Rayssa – vocais
- Ravel – vocais

Músicos convidados
- Mito – produção musical, arranjos, teclado e sintetizadores
- Sérgio Knust – violão e guitarra
- Rogério dy Castro – baixo
- Wagner Carvalho – bateria e percussão
- Kades Singers – vocal de apoio
- Eyshila - vocal de apoio
- Liz Lanne - vocal de apoio
- Jozyanne - vocal de apoio
- Camila – violino em "O Teatro", "Sou Feliz", "Outra Vez" e "Estou de Volta"
- Rodrigo – violino em "O Teatro", "Sou Feliz", "Outra Vez" e "Estou de Volta"

Equipe técnica
- Gerê Fontes Jr. – gravação de base
- Carlson Barros – gravação voz, vocais, violinos e teclados, gravação de overdubs e mixagem
- Sérgio Rocha – mixagem em "Te Amo"
- Toney Fontes – masterização

Projeto gráfico
- Dario Zalis – fotografias
- MK Publicitá – design